# Ниспорены
Ниспоре́ны (также Ниспорень; рум. Nisporeni) — город в Республике Молдова, центр Ниспоренского района.

## История
По одной из версий название произошло от имени некоего Ничипора, по другой — от песчаной местности.
Первое упоминание о селении датированы 1618 годом в Грамоте о размежевании владений.
В документах Бессарабской области 1835 года значатся два села — Верхние и Нижние Ниспорены, позже сёла снова были объединены в одно.
В 1860-х годах село становится центром Ниспоренской волости Кишинёвского уезда. В это время Ниспорены начали активно развиваться: появилось много ветряных и конных мельниц, более 300 виноделен, мастерская по производству бочек, а в начале XX века появились телефонная станция и больница.
В румынский период Ниспорены являлись центром одноимённой пласы жудеца Лэпушна.
С 11 ноября 1940 года Ниспорены — административный центр Ниспоренского района Молдавской ССР, а впоследствии — республики Молдова.
16 июня 1967 года село Ниспорены становится посёлком городского типа, а в начале 1990-х годов получает статус города.
Во времена МССР в Ниспоренах действовали предприятия пищевой промышленности, кирпичный завод. В 1974 году население города составляло 11,8 тыс. жителей. Работает этнографический музей.

## Достопримечательности
В 2020 году молдавский скульптор Вячеслав Жиглицкий установил Бюст румынского короля Фердинанда I

## Известные уроженцы
- Вольман, Исаак Соломонович (1872—после 1928) — русский и советский юрист, автор работ в области юриспруденции.
- Гуйдя, Анатолий Илларионович (род. 1977) — болгарский и молдавский борец вольного стиля, чемпион Европы (2003) и серебряный призёр чемпионата мира (2007).
- Пырлог, Виталий (род. 1974) — молдавский политический деятель, юрист. Исполняющий обязанности премьер-министра Республики Молдова (2009).
- Гораш-Мамалигэ, Евгения Игоревна (род. 1977) — молдавская оперная певица (лирико-колоратурное сопрано).
- Флоря, Вера Ильинична (род. 1961) — общественный деятель, кандидат педагогических наук, профессор кафедры педагогики и психологии МГУКИ. Автор более 60-ти научных трудов.

## Инфраструктура
В Ниспоренах работают ряд предприятий.
1. Завод по производству винных и других алкогольных продуктов «NisStruguras»
2. Предприятие по производству обуви.
3. Предприятие по производству туристических принадлежностей.